# The Contractor - Rischio supremo
The Contractor - Rischio supremo è un film statunitense del 2007 diretto da Josef Rusnak.

## Trama
Il sicario della CIA, James Jackson Dial, s’è ritirato dal servizio attivo e vive nel suo ranch nel Montana. Viene però improvvisamente richiamato in servizio dal suo ex agente di contatto, Jeremy Collins, che gli chiede di uccidere il capo terrorista, Ali Mahmoud Jahar, che tempo fa era riuscito a sfuggire a Dial, ma che ora è stato catturato dai servizi britannici ed è tenuto sotto custodia a Londra.
Dial si reca pertanto nella capitale inglese e prende contatto con Terry Winchell che lo assisterà nella missione. L'incarico viene completato con successo, ma durante la fuga Winchell viene ucciso e lo stesso Dial rimane gravemente ferito. Dial trova riparo nella casa sicura che gli aveva indicato Winchell, qui incontra Emily Day, una dodicenne che vive con la nonna vicino all'appartamento in cui Dial si nasconde.
Dial si ritrova ricercato dalla polizia britannica guidata dall'ispettore capo Andrew Windsor. Ma anche Collins, che gli ha commissionato l'operazione, gli dà la caccia con una squadra di killer, perché intende ucciderlo per eliminare ogni traccia. Dopo che Collins uccide l'ispettore capo facendo cadere la colpa su Dial, la squadra inglese è coordinata dall'ispettrice Annette Ballard, figlia di Windsor, che ha un motivo personale per catturare Dial.
Dial riuscirà a salvarsi e a offrire un futuro a Emily che lo raggiunge con la nonna nel ranch del Montana.